# 倉田まりや
倉田 まりや（くらた まりや、7月25日 - ）は、日本・東京都出身の女性声優。AG-promotionに所属していたが、2015年2月28日をもって退所。
その後、長い間声優活動を休業していたが、2017年に活動を再開をしている。
主にアダルトゲームに声をあてている。

## 人物
愛称は「まりあんぬ」、「倉リアン」、「倉たろう」、「たまちゃん」。
昔から美少女ゲームが好きで、ヒロイン達の姿や衣装をかわいく思い、自分もそれらの本物になりたいと思っていた。アダルトゲームの声優は一般に顔出しが少ないが、彼女は「顔を出したい」「ヒロインの衣装や髪型でみんなに見てもらいたい」と思い、AG-promotionの特待生オーディションを受験し合格した。特待生として養成所に通いつつ、後述のイベントキャンペーンガールなどの下積みを経て、声優デビューを果たした。そうした経緯から、アダルトゲーム声優では数少ない顔出しプロモーションが基本路線となっている。
2005年12月まで美少女ゲームイベント「キャララ」のキャンペーンガール「キャララガールズ」（ラジオ番組では「TRY ANGEL」とも呼ばれる）として活動。ライトノベル『マリア様がみてる』のファンで、キャララガールズの衣装でもその要素を取り入れていた。声優となってからも、役に合わせて収録現場へ着ていく服を変えるなどしており、ディレクターにはウケないがメーカースタッフには好評だという。衣装は300着以上持っており、数々のタンスや透明タッパーなどに収納している。
2015年2月28日、ホームページ上でAG-promotionを離れ声優活動を休止すると発表した。その後に出たゲームのいくつかは過去のボイス流用のものであった。2017年の『真・恋姫†夢想-革命- 蒼天の覇王』（完全新規シナリオ・全ボイス撮り直しゲーム）にて出演が決定し、声優活動を再開していたことが確定した（ちなみに声優引退済の数名分のキャストは変更となっているが、倉田まりやはキャストは継続されている）。

## 出演
太字はメインキャラクター。

### アダルトアニメ
- 姉、ちゃんとしようよっ!（2005年、マル）
- 妻しぼり 第二幕「咲良と円どっちにするの…？」（2008年、女A）
- レイプ!レイプ!レイプ! Vol.02 真白き闇（女生徒）
- Brandish（2012年、ツィスカ）
- トロピカルKISS♡（2012年、水無月 泉）[5]
- 女子高生の腰つき 演劇部編（美亜）[6]

### アダルトゲーム
2005年
- _summer（女子生徒）
- 車輪の国、向日葵の少女（南雲 えり）

2006年
- もしも明日が晴れならば（柿崎 あやめ）
- 青空の見える丘（葉山）
- おいらは番台2（西村 明日美）
- ヒトカタノオウ（黒羽 奈緒）
- こんな娘がいたら僕はもう…!!（宮下 圭）
- なつぽち
- Queenボンジョルの!（フレア、綾乃丞 麗子）
- 外道勇者（ステラ）

2007年
- 明日の君と逢うために（八代 理子）
- 車輪の国、悠久の少年少女（南雲 えり）
- 恋姫†無双 〜ドキッ☆乙女だらけの三国志演義〜（許緒、璃々）
- プリミティブリンク（ティエラ＝モレーニ）
- 見上げた空におちていく（加藤 鈴）
- やくchu! 〜ただいま媚薬開発中〜（青葉 唯）
- 年上Lesson 〜義母と叔母と女教師と〜（倉田 静流）
- ドラクリウス（シーア・ブリュンデル、神崎 仁美）
- Sugar+Spice!（足利 はねる）
- 魔将の贄2（シルヴィナ）
- ピリオド（河崎 幸奈）
- FairChild（麻生 水瀬）
- シス☆ぽん〜孕ませ♪ご馳走さまっ!〜（鞍馬 みちる）
- 僕がサダメ 君には翼を。（信者B・ルードラーサー〈幼少〉）
- かがやく時空が消えぬ間に

2008年
- Sugar+Spice! 〜あのこのステキな何もかも〜（足利 はねる）
- 春色こみゅにけ〜しょん（月島 春香）
- 新妻イカせてミルク! 団地妻、昼下がりの下半身事情（綾部 優月）
- 絶望少女 〜復讐の性裁教室〜（宮内 さなえ）
- ニセ教師（東雲 麗子）
- ピリオド -SWEET DROPS-（川崎 幸奈）
- プラゥヴ クルイード（クレハ）
- オト☆プリ 〜恋せよ!乙女王子様♪ドキドキウェディングベル〜（三和 琥珀）
- マーブル★ブルマ（成川 サキ）
- ENGAGE LINKS（ウィル＝バーソロミュー）
- ねこマタ 〜ふたなり編〜（子桃）
- 毎日がM!（綾島 穂乃果）
- 闘神都市III
- 真・恋姫†無双 〜乙女繚乱☆三国志演義〜（許緒、璃々）
- 超外道勇者（フレイア ド・リコルナ）
- ご主人様だ〜いすき（獅子王院 姫）

2009年
- ふわりコンプレックス（坂本 綾菜）
- オリオンハート（有珠宮 葵）
- 花と乙女に祝福を（天法院 綾音）
- くる〜ず☆クルーズ 〜少女の10年とちいさな約束〜（宇佐美 千尋）
- Spicy Spycy（御影 霊子）
- 素直くーる（神原 瑞樹）
- 終わりなき夏 永遠なる音律（リーゼロッテ・シュレーベル）
- ホリゾーンの上 〜預言の書〜（ペルル・ミロワール）
- 姫×姫（九条院 咲姫）
- 恋文ロマンチカ（ワガハイ、睡連）
- トロピカルKISS（水無月 泉）
- ひしょ×ひしょ（風見野 つばめ・ベアトリーセ）
- 絶対★魔王〜ボクの胸キュン学園サーガ〜（クーデルカ・リンドルフ）
- 勇者からは逃げられない!（ルイーディア＝バッカナリア）
- みみをすませば（大神 ひなた）
- 嘘デレ!（高階 とまり）
- ナンパ生ハメ 中出し万歳（志田 琴美）
- 淫辱心療クラブ（鏡野 実栗）
- 狂イク指導3〜大和撫子最終計画〜（桃園 亜美）

2010年
- 花と乙女に祝福を ロイヤルブーケ（天法院 綾音）
- シェイプシフター（ナーティア・アガトラム）
- まじからっと☆れいでぃあんと（エルトリンデ・アーシュベルク）
- ぴゅあらっ!（佐間倉 らみあ）
- 翼をください（朝日奈 やすら）
- Maximum Magic（フォルトゥナ=クルサ）
- 夏に奏でる僕らの詩（芹沢 優佳）
- 超時空爆恋物語 〜door☆pi☆chu〜（クレオパトラ7世フィロパトル）
- Cross Days（大隈 二喜）
- 廻り巡ればめぐるときっ!?（支倉 郁子）
- 処女はお姉さまに恋してる 2人のエルダー（宮藤 陽向）
- ニセ教師（佐波 美奈）
- 狂った教頭2 〜この支配からの卒業〜（篠崎 悠莉）
- 三極姫〜乱世、天下三分の計〜（小喬、孟獲）
- 触禍〜処女を狙う黒い触手〜（宮城野 静流）
- 恋と選挙とチョコレート（扇橋 香奈、他）
- Knight Carnival!（ランスロット）
- Elle:PrieR 〜しあわせの欠片をさがして〜（宝蔵院 万里香）
- しゃーまんず・さんくちゅあり 巫女の聖域（内宮寺 春）
- 淫交倶楽部（鶴岡 百合子）
- 淫夢街 〜女勇者魔姦クエスト〜（フィリア リザ・グランフェルト）
- VESTIGE -刃に残るは君の面影-（河野 瑠璃）

2011年
- 姫様限定! 〜Princess Limited〜（フランチェスカ・フジシロ）
- Primary Step（藤森 朋香）
- いじらレンタル〜エロあまおねえさんに貸し出されちゃった!!〜（乙倉 柚子葉）
- 未来ノスタルジア（真田 かなた）
- あかときっ!!-花と舞わせよ恋の衣装-（綾崎 流）
- でりばらっ! -deliverance of strays-（久住 彩）
- CURE GIRL（各務原 いつは〈ツクヨミ〉）
- 戦極姫3〜天下を切り裂く光と影〜（真壁 氏幹、岩成 友通、上泉 信綱、津軽 為信）
- 魔法神姫リリカ（リリカ）
- なびnavi☆おーしゃん 〜恋のクルージングは風まかせ〜（宇佐美 千尋）
- Worlds and World's end（八代 鈴）
- 現在もいつかもふぁるなルナ（アルテミス・フォン・オトワール）
- 姦獄島（夏野 美咲）
- かすたむアイドロイドAi（クール属性）
- 守護聖女プリズムセイバー（篠宮 ルリナ）
- 三極姫〜三国乱世・覇天の采配〜（孟獲）
- 妹選抜☆総選挙（妹）
- 君がいた季節リメイク版（相原 美沙）
- 聖麗奴学園（天川 千尋）
- 無限煉姦 〜恥辱にまみれし不死姫の輪舞〜（リトル）

2012年
- ホチキス（御影 しずく）
- アステリズム -Astraythem-（凪 九厘、子供時代の桜塚 白雲）
- ひよこストライク!（クラスメイトA）
- 昏き祟りの森で（阿部 音羽）
- SHINY DAYS（大隈二喜）
- 寝取られ看護学生〜未優〜白衣の下の牝肉は、知らぬ間に開発されていた…（中城 未優）
- ドM男探偵がイク 勝手にイッたらオシオキよ!（小松 聡海）
- 出撃!乙女たちの戦場3〜電撃作戦!戦果はエースの名のもとに〜（冬月 せつな）
- 三極姫2〜天地大乱・乱世に煌く新たな覇龍〜（厳白虎、小喬）
- 第2回妹選抜☆総選挙〜366人目の妹いちゃラブ後日談〜（橘 アルテミシア）
- 魔王のくせに生イキだっ!（ジトニャ）
- 未来はキミに恋してる（遠峰 奏）
- 黄昏の先にのぽる明日 -あっぷりけFanDisc-（加藤 鈴）
- 戦極姫4〜争覇百計、花守る誓い〜（上泉信綱）

2013年
- 目覚めると従姉妹を護る美少女剣士になっていた（一条 遼/一条 はるか）
- 時計仕掛けのレイライン -残影の夜が明ける時-（花立 睦月）
- ドM男探偵がイク2 私のシモベになりなさいっ!（小松 聡海）
- わがままミルク DE してあげる 〜エッチなお姉さんたちとのドピュドピュのホームシェア生活〜（巽 里依紗）
- シロガネオトメ（三崎 かなな）
- アクマでオシオキっ! 丸城戸サド式ヘンタイお仕置き講座（ペルル）
- ガールズbeアンビシャス!（御陵 英玲那）
- 三極姫3〜天下新生〜（徐晃、蔡焔、厳白虎、董白）
- 魔王のくせに生イキだっ!2 〜今度は性戦だ!〜（ジトニャ）
- 雛といっしょ（クラスメイトA）

2014年
- ディバインハート カレン SP（成神 可憐／カレン）
- 魔王のくせに生イキだっ!とろとろトロピカル!（ジトニャ・ノル・ブトカ）
- 金髪太郎物語（玉藻）
- ドM男探偵がイク3 アナタの××、剥いてあげる♪（小松 聡海）
- クルセイドハート カレン 〜呪淫洗脳の罠〜（カレン・スチュアート）
- 野球拳 Strip Battle Days（大隈 二喜）

2015年
- きみはね 彼女と彼女の恋する1ヶ月（夏目 陽菜）
- 時計仕掛けのレイライン -朝霧に散る花-（花立 睦月）
- 戦乙女らんなばうとっ!（アイカ＝フォン＝コルト）
- 真・恋姫†英雄譚1 〜乙女艶乱☆三国志演義［蜀］〜（璃々、許緒）
- 真・恋姫†英雄譚2 〜乙女艶乱☆三国志演義［魏］〜（許緒）
- 真・恋姫†英雄譚3 〜乙女艶乱☆三国志演義［呉］〜（璃々）
- ディバインハート カレン SPシーズン2（成神 可憐 / カレン）

2016年
- Strip Battle Days 2（大隈二喜）
- 無限煉姦 ERE（リトル）

2017年
- 真・恋姫†夢想-革命- 蒼天の覇王（許緒、璃々）

2018年
- 真・恋姫†夢想-革命- 孫呉の血脈（許緒、璃々）
- 黒獣・改 ～気高き聖女は白濁に染まる～（カグヤ）

2019年
- きみはね Couples ～彼女と彼女の恋する二ヶ月ちょっと～（夏目 陽菜）
- 真・恋姫†夢想-革命- 劉旗の大望（璃々、許緒）

2021年
- 巣作りカリンちゃん -星詠みの神託-（リリ）

2022年
- 真・恋姫†英雄譚4 〜乙女耀乱☆三国志演義［呉］〜（許緒）

2022年
- 真・恋姫†英雄譚5 〜乙女耀乱☆三国志演義［魏］〜（許緒）

### 一般向ゲーム
- あかね色に染まる坂 ぱられる（2008年）
- Quiz of Walkure（ロイネ、イリゼ、鈴香、ミューラ）[77]
- 吸血奇譚 ムーンタイズ（2008年、シーア・ブリュンデル、神崎 仁美）
- 乙女はお姉さまに恋してるPortable 2人のエルダー（2011年、宮藤 陽向）

### ドラマCD
- 姉、ちゃんとしようよっ!（マル）
- 青空の見える丘（葉山、女生徒）
- SHUFFLE! ON THE STAGE CDドラマ vol.2 カレハ（2006年、客）
- テレパシー少女 蘭 ドラマCD ねらわれた街（2007年、テンケツ、女生徒）
- Brandish（2009年、ツィスカ）
- タロットメイデンきさら（長瀬 マユミ）
- 仙獄学艶戦姫ノブナガッ!〜淫華繚乱、水着大戦!〜 限定版（2011年、羽柴〈瑠美〉秀吉）
- GO! GO! キャララガールズ
- キラキラ☆Orange SMILE

### ラジオ
※はインターネット配信。
- TRYエンジェルの目指せ100,000本（2005年）※ キャララガールズ (TRY ANGEL) として出演した番組
- TRYエンジェルの萌えAG（AG-promotion制作）※ キャララガールズ (TRY ANGEL) として出演した番組
- セイレーンレシピ（2006年、ALcot内ラジオページ）
- 金田まひる・倉田まりやのGalge.comラジオ（2007年 - 2010年、Galge.com）
- メイメイ×まりやのわからないにもほどがあるッ!!（現：ないある!）（前88回、2008年 - ？）
- わりなきらじお（2009年、『君のぞらじお』ホームページ）
- 茉里とひなたの南星九島放送局（2009年）
- 姫のなまイキらじお（2009年、Etoiles内ラジオページ）
- まりや・みう・ゆきなのシェイプラジオ（2009年 - ?、『君のぞらじお』ホームページ）
- 八木たかおの荒野のコナイパー（2010年 - 2011年、アージュ公式ホームページ 内）
- 姫☆さま〜ず（2011年2月パーソナリティ）

#### ラジオCD
- 金田まひる・倉田まりやのGalge.comラジオ Vol.1 - 5

## ディスコグラフィ

### キャラクターソング
| 発売日         | 商品名                                                                              | 歌 | 楽曲                   | 備考                                                                      |
| -------------- | ----------------------------------------------------------------------------------- | --- | ---------------------- | ------------------------------------------------------------------------- |
| 2007年9月28日  | ピリオド キャラクターソングCD 4 河崎幸奈                                            | 河崎幸奈（倉田まりや） | 「Who cares?」         | PCゲーム『ピリオド』関連曲                                                |
| 2009年2月27日  | オト☆プリ〜恋せよ！乙女王子様♪ドキドキウェディングベル〜 オリジナルサウンドトラック | 三和琥珀（倉田まりや） | 「キミに出会えた奇跡」 | PCゲーム『オト☆プリ〜恋せよ!乙女王子様♪ドキドキウェディングベル〜』関連曲 |
| 2011年11月11日 | PURPLE SOFTWARE SOUND CHRONICLE                                                     | ティエラ＝モレーニ（倉田まりや）                                                                                                 | 「待って！まだまだ」   | PCゲーム『プリミティブリンク』関連曲                                      |
| 2011年11月11日 | PURPLE SOFTWARE SOUND CHRONICLE                                                     | 春野ゆめ（風音）、ティエラ＝モレーニ（倉田まりや）、リコフェリア＝デュエンデ（木村あやか）、シオン（鏡詩音）、泉六花（大花どん） | 「lovable colors」     | PCゲーム『プリミティブリンク』関連曲                                      |

### その他参加楽曲
| 発売日         | 商品名           | 歌                                                   | 楽曲                                             | 備考 |
| -------------- | ---------------- | ---------------------------------------------------- | ------------------------------------------------ | ---- |
| 2013年10月25日 | Time of Eternity | 倉田まりや                                           | 「Theater of Life」 「アクティブ・ディレクトリ」 |      |
| 2013年10月25日 | Time of Eternity | 倉田まりや、藤乃理香、柚原みう、花澤さくら、星野七海 | 「天使のシンフォニー」                           |      |

## その他
- Tシャツ ONIGOROSHI（Tシャツデザイン：『金田まひる・倉田まりやのGalge.comラジオ』の企画）